# XOOPS Cube
XOOPS Cube 是一套开放源码的内容管理系统。是由日本人主導從原本 XOOPS 分裂而出的一個分支。這是一套可擴充的物件導向架設網站系統，利用 PHP 程式撰寫搭配 MySQL 資料庫來管理網站的一套架站程式。程式原本採用 GPL license（通用公共授權），但 XOOPS Cube Legacy 2.1.0 正式版本在2007年4月30日發布時表示，雖然 Legacy 版本屬於通用公共授權，但是XOOPS Cube的核心都是由零開始重新開發的軟體，所以核心部份的版權宣告屬於 BSD許可證授權，而 Legacy base（XOOPS 模組相容套件）的版權依然照 XOOPS 原本的通用公共授權。

## 概要
XOOPS原本是由中國程高、日本小野等四人所主導開發，早期是由PHP-Nuke所演變出來的一套架站程式。後來很快的加入的許多國家的程式好手共同組成開發團隊，進行程式的維護與更新，之後由於雙位元語系（multi-byte）和英文語系的著重點不同，以及日本人注重程式的完整與安全性，造成原主導的日本人與開發團隊有些爭議，甚至還被無故的刪除管理權限。經過日本國內的官方網站討論，終於在2005年5月28日發表新一代系統的發展藍圖以及正式由日本團隊重新出發的新版本，正式宣佈脫離XOOPS的開發團隊。同年七月在日本官方網站舉行新名稱的投票活動，而後正式制定新名稱為XOOPS Cube。
XOOPS Cube標榜以雙位元語系環境為優先來開發。同時亦有英文等其他各國語系的開發，承接XOOPS原有的特徵，讓第一次接觸的人也能很輕鬆、很方便的能夠使用基本CMS基礎，確保社區網站的架設、情報入口網站的架構和各種不同主題的網站，個人、中小企業等各種團體甚至到公家機關等，都能夠有廣闊應用為概念延伸活用性及擴展性。